# Martin Derganc
Martin Derganc (Novo mesto, 20 marzo 1977) è un ex ciclista su strada e dirigente sportivo sloveno.
Professionista dal 2000 al 2004, è stato campione sloveno 2001 nella prova in linea. La sua affermazione più ragguardevole fra i professionisti fu la vittoria nella seconda tappa del Brixia Tour 2003 quando riuscì a precedere Francesco Casagrande sull'arrivo di Saviore dell'Adamello. Quella vittoria gli permise anche di aggiudicarsi la classifica generale della breve corsa a tappe italiana.

## Palmarès
- 1994 (Juniors, una vittoria)

4ª tappa Vöslauer Jugend Tour - Bank Austria Jugend Tou (Aspang Markt > Weinz)
- 1997 (Zalf, Under-23, una vittoria)

Grand Prix Krka
- 1998 (Zalf, Under-23, una vittoria)

Gruppo sportivi Sportivi Perginesi
- 1999 (Zalf, Under-23, due vittorie)

Coppa della Pace
Oberoesterreich Grand Prix
- 2000 (Krka-Telekom Slovenije, quattro vittorie)

Grand Prix Krka
Classifica generale Dirka po Sloveniji
2ª tappa Tour of Croatia
Classifica generale Tour of Croatia
- 2001 (Krka-Telekom Slovenije, una vittoria)

Campionati sloveni, Prova in linea
- 2002 (Acqua&Sapone, una vittoria)

4ª tappa Österreich-Rundfahrt (Lienz > Bad Hofgastein)
- 2003 (Domina Vacanze, due vittorie)

2ª tappa Brixia Tour (Darfo Boario Terme > Saviore dell'Adamello)
Classifica generale Brixia Tour

## Piazzamenti

### Grandi Giri
- Giro d'Italia

2002: 95º
2004: 127º
- Vuelta a España

2002: ritirato (5ª tappa)

### Classiche monumento
- Milano-Sanremo

2003: ritirato
2004: 114º
- Giro delle Fiandre

2002: ritirato
- Parigi-Roubaix

2004: ritirato
- Giro di Lombardia

2003: ritirato

### Competizioni mondiali
- Campionati del mondo su strada

Oslo 1993 - In linea Juniores: 30º
Agrigento 1994 - In linea Juniores: 30º
Duitama 1995 - In linea Juniores: 22º
Lisbona 2001 - In linea: ?º
Hamilton 2003 - In linea: 103º